# Nachal Mikne
Nachal Mikne (hebrejsky: נחל מקנה) je vádí na pomezí pahorkatiny Šefela a pobřežní nížiny v Izraeli.
Začíná v nadmořské výšce přes 100 metrů jižně od vesnice Jesodot a jižně od železniční stanice Vádí al-Surar. Směřuje pak k západu mírně zvlněnou zemědělsky využívanou krajinou. Východně od Jad Binjamin a nedaleko křižovatky dálnice číslo 6 a dálnice číslo 3 pak zleva ústí do toku Nachal Eltke.